# Heodes parallela
Heodes parallela är en fjärilsart som beskrevs av Ruggero Verity 1946. Heodes parallela ingår i släktet Heodes och familjen juvelvingar. Inga underarter finns listade i Catalogue of Life.